# Włodzimierz Grudziński
Włodzimierz Grudziński (ur. 15 stycznia 1950 w Łodzi) – polski matematyk, informatyk, działacz opozycji demokratycznej w PRL, wieloletni (w latach 1990–2007) prezes zarządu Banku Inicjatyw Społeczno-Ekonomicznych (BISE) SA.

## Życiorys
Jest synem Wacławy Grudzińskiej i Jana Grudzińskiego, bratem Ireny Grudzińskiej-Gross.
W 1975 ukończył studia na Wydziale Matematyki, Informatyki i Mechaniki Uniwersytetu Warszawskiego. W latach 1974–1990 pracował naukowo, początkowo, w latach 1974–1975, jako specjalista od baz danych w Instytucie Maszyn Matematycznych, później na Uniwersytecie Warszawskim. W czasie stanu wojennego w Polsce był działaczem podziemia solidarnościowego. Był między innymi członkiem redakcji (wraz z Jarosławem Deminetem i Michałem Jankowskim) czasopisma podziemnego „Godność” (podtytuł: „Pismo funkcjonariuszy Milicji Obywatelskiej”), wydawanego przez wydawnictwo CDN. W 1985 uczył informatyki w Królewskim Instytucie Technologicznym w Szwecji.
W 1980 roku został 2. wicemistrzem Polski w go (siła gry 2. dan).
Od 1990 do 2007 roku był prezesem zarządu Banku BISE SA. W latach 2007–2009 członek rady nadzorczej DnB Nord Bank Polska, który przejął BISE. W latach 1997–2009 był wiceprezesem zarządu Związku Banków Polskich (ZBP). Obecnie jest doradcą prezesa zarządu ZBP, przewodniczącym Rady Dyrektorów Fundacji Młodzieżowej Przedsiębiorczości i członkiem Rady Fundacji dla Polski, zasiada w radach nadzorczych TISE SA, Blikle SA oraz w Radzie Fundacji Zdrowie. Ponadto jest członkiem rządowego komitetu koordynującego program „Wsparcie dla nowych przedsiębiorstw we współpracy z Bankiem Gospodarstwa Krajowego”, rady inwestycyjnej funduszu JESSICA oraz rady finansowej Fundacji Auschwitz-Birkenau.
Członek kapituły przyznającej nagrodę imienia Ireny Sendlerowej „Za naprawianie świata”. Członek (od 1983) założyciel Polskiego Stowarzyszenia Go oraz członek założyciel Polskiego Towarzystwa Informatycznego.

## Odznaczenia i wyróżnienia
- W kwietniu 1998 prezydent Aleksander Kwaśniewski odznaczył Włodzimierza Grudzińskiego Krzyżem Kawalerskim Orderu Odrodzenia Polski (za wybitne zasługi dla rozwoju systemu bankowego)[6].
- W 2011 otrzymał odznakę honorową „Za zasługi dla bankowości Rzeczypospolitej Polskiej”[7].